# Ava's Impossible Things
Pour plus de détails, voir Fiche technique et Distribution.
Ava’s Impossible Things (littéralement : Les Choses impossibles d'Ava) est un film américain réalisé par Marina Rice Bader, sorti en 2016.

## Fiche technique
- Titre original : Ava’s Impossible Things
- Réalisation :  Marina Rice Bader
- Scénario : Marina Rice Bader, Lauryn Nicole Hamilton, Marc Hawes
- Direction artistique :
- Décors :
- Costumes :
- Photographie :
- Montage :
- Musique :
- Production :
- Sociétés de production : Soul Kiss Films
- Sociétés de distribution :
- Pays d’origine :  États-Unis
- Langue originale : anglais américain
- Lieux de tournage : Los Angeles, Californie, États-Unis
- Format : Couleurs
- Genre : romance saphique
- Durée : 80 minutes (1 h 20)
- Dates de sortie :
  -  États-Unis : 16 juillet 2016 à l'Outfest de Los Angeles

## Distribution
- Chloe Farnworth : Ava
- Abigail Titmuss : Anna / Freya
- Susan Duerden : Faye / Claire
- Gabrielle Stone : Depression
- Lauryn Nicole Hamilton : Jessa / Emma
- Marc Hawes : Sweet P
- Alexandra Weaver : Acceptance
- Jesselynn Desmond : Leslie / Lumi
- Zarema Landeros : Denial
- Lauren Anderson : Bargaining
- Darcie Odom : Anger